# No Prayer for the Dying
No Prayer for the Dying is het achtste album van Iron Maiden. Vóór de opnames kwam gitarist Janick Gers, die reeds medewerking had verleend aan het soloalbum van Bruce Dickinson, bij de band om de vertrokken Adrian Smith te vervangen. Het mede door Smith, voor zijn vertrek, geschreven 'Hooks in You' werd wel opgenomen en uitgebracht.
In tegenstelling tot het voorgaande album  Seventh Son... koos de band op dit album voor een eenvoudigere koers met kortere compacte nummers en een directe rock-aanpak en dito productie, hoewel nummers als 'Fates Warning', 'Mother Russia', 'Run Silent Run Deep' en het titelnummer met een ruimtelijkere productie, zoals op de albums Somewhere in Time en Seventh Son of a Seventh Son', zeker beter uit de verf zouden zijn gekomen. Feit is dat het met 'Bring Your Daughter...To The Slaughter' (oorspronkelijk een nummer uit het solo-oeuvre van Dickinson) de eerste single afleverde die in Engeland op nummer 1 in de hitlijsten raakte. Het nummer werd echter ook bekroond met een Golden Raspberry Award voor het 'slechtste originele nummer'.
Het album werd door de meeste critici weinig enthousiast ontvangen.

## Nummers
1. Tailgunner (Adrian Smith en Bruce Dickinson) – 4:15
2. Holy Smoke (Steve Harris en Bruce Dickinson) – 3:49
3. No Prayer for the Dying (Steve Harris) – 4:23
4. Public Enema Number One (Bruce Dickinson en Dave Murray) – 4:13
5. Fates Warning (Steve Harris en Dave Murray) – 4:12
6. The Assassin (Steve Harris) – 4:35
7. Run Silent Run Deep (Steve Harris en Bruce Dickinson) – 4:35
8. Hooks in You (Adrian Smith en Bruce Dickinson) – 4:08
9. Bring Your Daughter...To the Slaughter (Bruce Dickinson) – 4:45
10. Mother Russia (Steve Harris) – 5:32

## Bezetting
- Bruce Dickinson – Zang
- Dave Murray – Gitaar
- Janick Gers – Gitaar
- Steve Harris – Bass
- Nicko McBrain – Drums

## Singles
- Holy Smoke (10 september 1990)
- Bring Your Daughter...to the Slaughter (24 december 1990)